# Доломан Євмен Михайлович
Євме́н Миха́йлович Долома́н (20 серпня 1919 — 1 липня 2006) — український письменник (поет, прозаїк). Директор Українського відділення Літературного фонду СРСР (1981–1986).

## Життєпис
Народився 20 серпня 1919 року на хуторі Ольгівка, колишнього Устинівського району Кіровоградщини, в селянській родині.
Дитинство і юність пройшли в селі Степанівка цього ж  Устинівського району Кіровоградщини, куди родина переїхала після смерті матері Євмена.
Загроза розкуркулення, колективізація, голодомор — все оце пережила родина Доломанів, — батьки стали колгоспниками.
Після закінчення Степанівської школи-семирічки Євмен Доломан поступив до Одеського індустріального технікуму, але через хворобу змушений був покинути навчання в технікумі; середню освіту здобув в Устинівській школі-десятирічці.
У 1938—1941 роках навчався в Харківському університеті на історичному факультеті. Навчання було перерване війною.
Учасник Великої Вітчизняної війни. 

У серпні 1941 року Євмен Доломан був мобілізований Устинівським райвійськкоматом на війну. Відступав на схід, брав участь у спорудженні укріплень в прифронтовому тилу, а з грудня 1941 року працював на будівництві танкового заводу в Челябінську. 
У березні 1943 року, через Жовтневий райвійськкомат Челябінської області, записався добровольцем до 10-го Уральського  добровольчого танкового корпусу, що формувався на Уралі, та в складі 244-ї (63-ї гвардійської) танкової бригади цього корпусу з липня 1943 року воював на Брянському, потім на 1-му Українському, фронті. Спочатку був рядовим, навідником мінометної обслуги, згодом замінив загиблого комсорга моторизованого батальйону та в званні гвардії старшини був затверджений на цій посаді. Член ВКП(б) (КПРС) з 1944 року. В кінці 1944 року був переведений в політвідділ 62-ї гвардійської танкової бригади, підвищений в військовому званні до гвардії старшого лейтенанта. Брав участь у битві на Курській дузі, у визволенні Кам'янця-Подільського, Львова, Варшави, Праги, у форсуванні Одра, Шпрее, в штурмі Берліна. Був поранений, нагороджений трьома бойовими орденами та медаллю «За відвагу». З армії звільнився в 1951 році, маючи звання капітана.
Після демобілізації Євмен Михайлович працював у редакціях журналів «Дніпро» (1951–1968) та «Вітчизна» (1977–1980), у Державному комітеті по пресі Ради Міністрів УРСР (1968–1971), заступником головного редактора видавництва «Музична Україна» (1971–1974), а завершив свій службовий шлях на посаді директора Українського відділення Літературного фонду СРСР (1981–1986).
Член Спілки письменників України від 1951 року.
Двічі був нагороджений Почесними грамотами Президії Верховної Ради Української PCP. Крім того, в повоєнні роки був нагороджений орденами Вітчизняної війни 1 ступеня (1985 рік), «За мужність» 3 ступеня (1999 рік), та багатьма медалями.
Помер 1 липня 2006 року в Києві.

## Родина
Син — Сергій Євменович Доломан (нар. 1951), український філолог-славіст, перекладач із чеської, словацької, польської мов, викладач факультету журналістики Київського державного університету (згодом — Інституту журналістики КНУ імені Тараса Шевченка) у 1987—2014 роках.

## Творчість
Перші кроки Євмена Доломана як поета відбулися в літературній студії при Харківській організації Спілки письменників України, під час навчання в університеті. Звідси починався його шлях в літературі. Під час війни, у коротких перепочинках між боями, пише вірші, сповнені великої любові до рідної землі. Але по-справжньому голос молодого поета зазвучав по війні, яка закінчилася для нього у 1951 році, коли майбутній письменник нарешті повернувся в Україну.
У 1950 році Євмен Доломан дебютував першою поетичною книгою «Плем'я переможців». Потім, з незначною різницею у роках, з'явилися поетичні збірки «Оновляється земля», «Славна молодість», «Зустрічі й розлуки». З появою поетичних збірок «Квітує літо», «Крізь пасма літ», «Солодкий запах полину» Євмен Доломан постав у розцвіті творчого таланту. Від його гострих публіцистичних віршів, ліричних балад, пісень, сонетів, віршів—роздумів, гуморесок, пародій повіяло поетичною мудрістю, яка безапеляційно стверджує: «Вся велич світу вміщена у слові — й роздум людства, й безмір почуттів!».
Євмен Доломан — відомий прозаїк, автор кількох збірок оповідань, повістей, романа «Випробування вірності», головними героями якого є двоє молодих людей, яким так і не судилося побратися. 
Глибоке знання фронтових буднів, поведінки і переживань людей в екстремальних ситуаціях, проявились у трилогії «На безіменній висоті» (1967), «Вирок після бою» (1968), «Ще не кінець війні» (1971), присвяченій визволенню України від фашистських загарбників. Трилогія кілька разів перевидавалася, перекладена на інші мови, в тому числі на російську. Крім того, у доробку письменника є ще ряд повістей, серед них: «Урок мужності», «Золоті зерна», де події розгортаються у часи Великої Вітчизняної війни на окупованій території, «Відрядження в молодість» — про сільську молодь з усіма її проблемами.
Писав Є. Доломан також для дітей та підлітків: збірка віршів «Яблунька розквітла» (1959) та «Перша подорож» (1971); збірка оповідань «Васько да Гама» (1965),  повість «Золоті зерна» (1983), збірка повістей та оповідань «Проліски прагнуть сонця» (1985). У 60-х роках минулого століття Є. М. Доломан часто зустрічався з юними читачами, спілкувався наживо: обговорювали твори, ділилися задумами.
У повісті «Золоті зерна» Є. Доломан простежує життя сироти–підлітка Федора Сороколіта, на долю якого випали тяжкі випробування в роки Другої світової війни. В уста героя оповідання «Гуня», тихого та сором’язливого Миколи Овчаренка, автор вкладає болюче питання: «Для чого війна? За що люди мусять один одного вбивати? Невже їм на такій неозорій землі тісно?».
Окремі твори письменника перекладені російською, білоруською, вірменською, чеською, угорською мовами.

## Видання
Основні видання творів Євмена Доломана:
- Плем’я переможців: поезії / Євмен Доломан. – К.: Рад. письменник, 1950. – 121 с.
- Оновляється земля: поезії / Євмен Доломан. – К.: Рад. письменник, 1953. – 140 с.
- Славна молодість: поезії / Євмен Доломан. – К.: Молодість, 1954. – 75 с.
- Зустрічі й розлуки: поезії / Євмен Доломан. – К.: Рад. письменник, 1957. – 151 с.
- Яблунька розквітла: вірші / Є. Доломан – К.: Дитвидав, 1959. – 40 с.
- Серце – не камінь: оповідання / Євмен Доломан. – К.: Рад. письменник, 1959. – 199 с.
- Широкий плин: поезії / Є. Доломан. – К.: «Молодь», 1961. – 85 с.
- Твоє квітуче повноліття: поезії / Є. Доломан. – К.: Держлітвидав,1962. – 179 с.
- Земне й космічне: поезії, лірика і гумор / Євмен Доломан. – К.: Рад. письменник, 1964. – 119 с.
- Васько да Гама: оповідання / Євмен Доломан. – К.: «Веселка», 1965. – 118 с.
- На безіменній висоті: повість / Євмен Доломан. – К.: Рад. письменник, 1967. – 191 с.
- Вирок після бою: повість / Євмен Доломан. – К.: Рад. письменник, 1969. – 246 с.
- Безкозирка: оповідання // На все життя. – К., 1970. – С.132-136.
- Квітує літо: лірика, гумор, поеми. – К.: Дніпро. – 1970. – 268 с.
- Перша подорож: вірші / Є. М. Доломан. – К.: «Веселка», 1971. – 36 с.
- Ще не кінець війні...: повість / Євмен Доломан. – К.: Рад. письменник, 1971. – 269 с.
- На безіменній висоті: трилогія / Євмен Доломан; худ. А. М. Іовлєв. – К.: Дніпро, 1975. – 452 с.
- Випробування вірності: роман / Євмен Доломан. – К.: Рад. письменник, 1976. – 251 с.
- (рос.) Лето цветёт: Стихи и поэма / Евмен Доломан; авториз. пер. с укр. Ю. Денисова; худож. В. Т. Селиванов. – М.: Сов. писатель, 1979. – 111 с.
- Крізь пасма літ: поезії / Євмен Доломан; худ. В. С. Соловйов. – К.: Рад. письменник, 1980. – 87 с.
- Урок мужності: повість / Є. М. Доломан. – К.: Рад. письменник,1982. – 206 с.
- Золоті зерна: повість / Євмен Доломан. – К.: Дніпро, 1983. – 151 с.
- (рос.) На безымянной высоте: Книга бойца. [Архівовано 23 липня 2020 у Wayback Machine.] Автор: Евмен Михайлович Доломан. Авторизованный перевод с украинского Николая Шумакова. Художник Владимир Фатехов. (Москва: Издательство «Советский писатель», 1984)
- Солодкий запах полину: поезії / Євмен Доломан. – К.: Дніпро, 1984. – 231 с.
- Проліски прагнуть сонця: повість та оповідання / Євмен Доломан. – К.: Веселка, 1985. – 207 с.
- Відрядження в молодість: повісті та оповідання / Євмен Доломан. – К.: Рад. письменник, 1988. – 350 с.
- Вибрані твори / Євмен Доломан. – К.: Дніпро, 1989. – 51 с.
- Бентега: поезії / Євмен Доломан. – К.: Український письменник, 1995. – 62 с.

Публікації:
- Лист до матері, яка знаходиться на території Кіровоградської області, тимчасово окупованої гітлерівцями / Євмен Доломан; мал. Е. Оро // Барвінок. – 1985. – №5. – С. 11.
- «Випадкові свавілля», або «ЦеКа играет человеком»/ Євмен Доломан // Літературна Україна. – 1996. – 8 лютого. – С. 6.
- Хай прийде вість…: вірш / Євмен Доломан // Літературна Україна. – 1997 – 8 травня. – С. 3.
- Печалі й радості сльоза / Є. Доломан // Літературна Україна. – 1997. – 23 жовтня. – С. 7.
- Вірші / Є. Доломан // Літературна Україна. – 1998. – 28 травня. – С. 4.
- Та далека осінь, що перегукується із сьогоденням / Євмен Доломан // Літературна Україна. – 1999. – 20 травня. – С. 7.
- Подяка: (Автобіографічне) / Євмен Доломан // Трудівник Устинівщини. –  2000. –  5 грудня. – С. 3
- Одбився від ключа: оповідання / Євмен Доломан // Літературна Україна. – 2001. – 17 травня. – С. 4.
- Вірші / Є. Доломан // Літературна Україна. – 2001. – 13 грудня. – С. 8.
- Маю пропозицію: Весела скриня / Є. Доломан // Вежа. – 2003. – №13. – С. 274-278.